# Manifestations pour le droit à l'avortement de 2022 aux États-Unis
Les manifestations pour le droit à l'avortement de 2022 aux États-Unis sont une série de manifestations pour le droit à l'avortement et anti-avortement survenues aux États-Unis en mai-juin 2022, à la suite de la fuite d'un projet d'avis majoritaire pour l'affaire Dobbs v. Jackson Women's Health Organization de la Cour suprême, qui renverserait Roe v. Wade et Planned Parenthood v. Casey (en) s'il était approuvé,,.

## Contexte

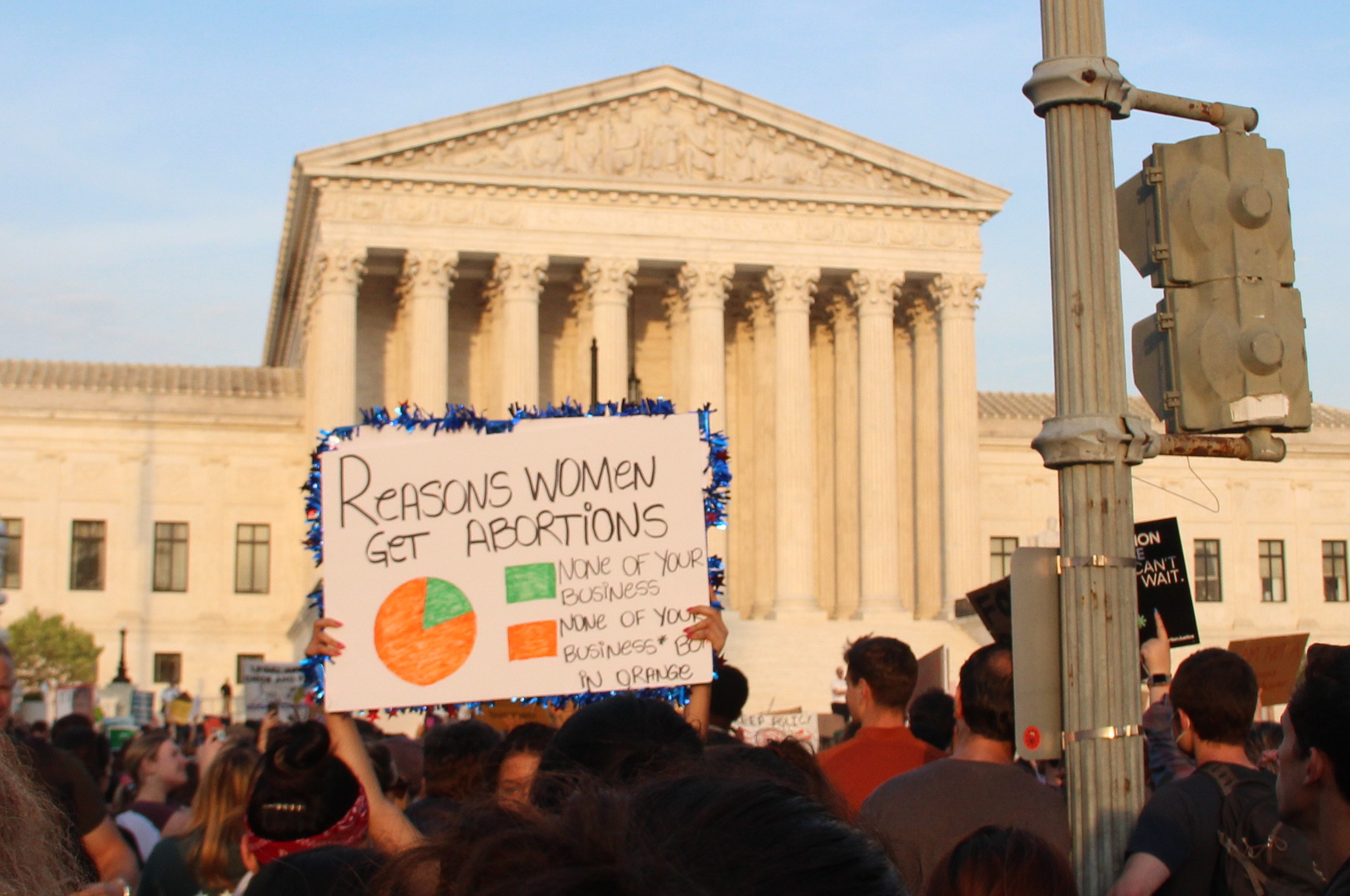
Manifestation à Washington DC.

Le 2 mai 2022, Politico a publié un premier projet d'opinion majoritaire rédigé par le juge Samuel Alito, dont Politico a déclaré avoir vérifié l'authenticité. Le projet d'avis annulerait Roe v. Wade et Planned Parenthood v. Casey s'il était retenu par la majorité et ainsi finalisé dans sa forme actuelle. Le projet de décision d'Alito a qualifié la décision Roe de "manifestement erronée dès le départ", car l'avortement n'est pas répertorié dans la Constitution comme un droit protégé et permettrait plutôt aux États de décider des restrictions ou des garanties en matière d'avortement en vertu du dixième amendement de la Constitution des États-Unis.
Peu de temps après la publication du document, de multiples manifestations ont eu lieu dans des villes du pays et à l'extérieur du bâtiment de la Cour suprême à Washington DC, ainsi que de nombreuses personnes telles que des avocats, des politiciens et des groupes d'activistes s'exprimant sur le projet divulgué.